# Aloe alooides
Aloe alooides är en grästrädsväxtart som först beskrevs av Harry Bolus, och fick sitt nu gällande namn av Druten. Aloe alooides ingår i släktet Aloe och familjen grästrädsväxter.
Artens utbredningsområde är Mpumalanga. Inga underarter finns listade i Catalogue of Life.

## Bildgalleri

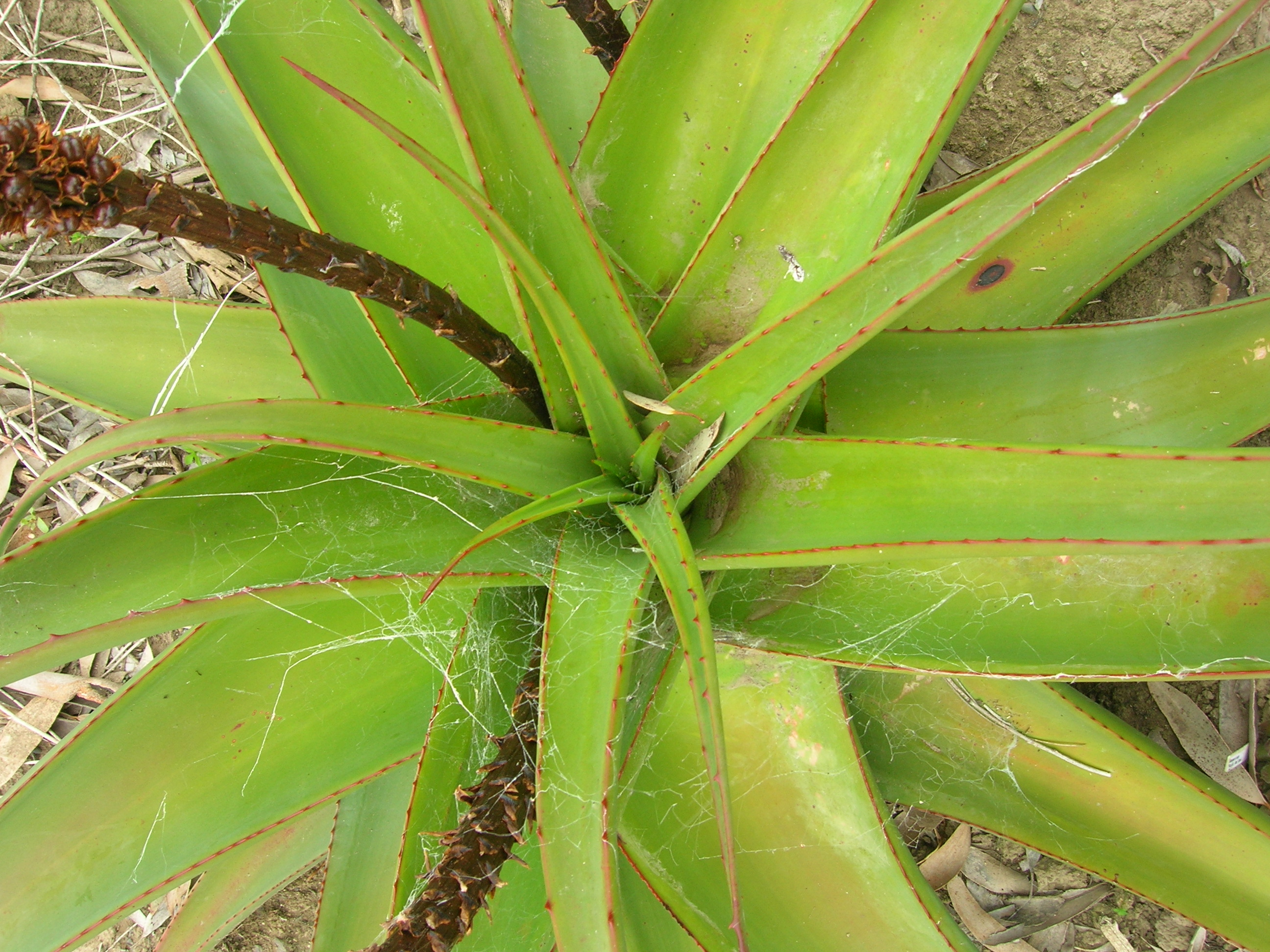